# غويدا ديل
غويدا ديل (بالألمانية: Guida Diehl)‏ هي مُدرسة ألمانية، ولدت في 29 يوليو 1868 في Kherson Governorate ‏ في جمهورية أوكرانيا الاشتراكية السوفيتية، وتوفيت في 11 سبتمبر 1961 في Laurenburg ‏ في ألمانيا.